# سابينا فلوكسا
سابينا فلوكسا (من مواليد أبريل 1980) سيدة أعمال إسبانية، ونائب الرئيس والمدير التنفيذي لشركة فنادق ومنتجعات إيبيروستار.

## النشأة
ولدت سابينا فلوكسا في أبريل 1980، وهي الابنة الكبرى لميغيل فلوكسا روسيلو رئيس مجلس إدارة الملياردير والمالك 100٪ لشركة فنادق ومنتجعات إيبيروستار وزوجته سابينا ثينيمان. أختها الصغرى جلوريا فلوكسا هي نائبة رئيس شركة إيبيروستار.
حصلت فلوكسا على درجة البكالوريوس والماجستير في إدارة الأعمال من مدرسة إيسادي الاقتصادية.

## الحياة المهنية
في يناير 2005 انضمت إلى شركة إيبيروستار التي أسسها والدها.
في عام 2017 تم إدراجها في قائمة أفضل 100 امرأة قيادية في إسبانيا.
اعتبارًا من عام 2017 فلوكسا عضو في المجلس الاستشاري الإقليمي لـ بانكو بيلباو فيزكايا أرجنتاريا، ومؤسسة إيبيروستار، ومؤسسة إينديافور، ومؤسسة إيه سي إس.